# Макаров, Иван Гаврилович
Иван Гаврилович Макаров (1888, Российская империя — 11 сентября 1949, Москва, Московская область, Советский Союз) — советский инженер, директор заводов, участник съезда расстрелянных, член ЦК ВКП(б).

## Биография
С 1905 член РСДРП. С 1918 до 1919 директор завода «Сормово», затем на партийной работе в Нижегородской губернии. С февраля 1920 по апрель 1921 директор Коломенского завода. С 1922 до 1924 директор Юзовского металлургического завода. С 1927 до 1932 заместитель председателя Главметалла ВСНХ СССР. С 1932 до 1937 директор Сталинского металлургического завода.
23 марта 1935 получил орден Ленина № 896 за перевыполнение производственной программы 1934 года и значительные успехи по овладению техникой в области чёрной металлургии. С 10 февраля 1934 до 12 октября 1937 кандидат в члены, а после пленума член ЦК ВКП(б). С 12 октября 1937 до 10 марта 1939 член ЦК ВКП(б). С 21 марта 1939 до 11 сентября 1949 опять кандидат в члены ЦК ВКП(б).
С 1937 до 1938 начальник Главспецстали Народного комиссариата тяжёлой промышленности СССР. С 1938 до января 1939 заместитель народного комиссара тяжёлой промышленности СССР. С января 1939 до 1941 директор завода «Фрезер». В 1942 ведущий инженер Народного комиссариата станкостроения СССР. До 11 сентября 1949 начальник Главного управления кузнечно-прессового машиностроения Министерства станкостроения СССР.